# (534) Нассовия
(534) Нассовия (лат. Nassovia) — астероид главного пояса, который принадлежит к светлому спектральному классу S и входит в состав семейства Корониды. Он был открыт 19 апреля 1904 года американским астрономом Раймондом Дуганом в обсерватории Хайдельберг и назван в честь Нассау-Холл, старейшего здания в Принстонском университете.

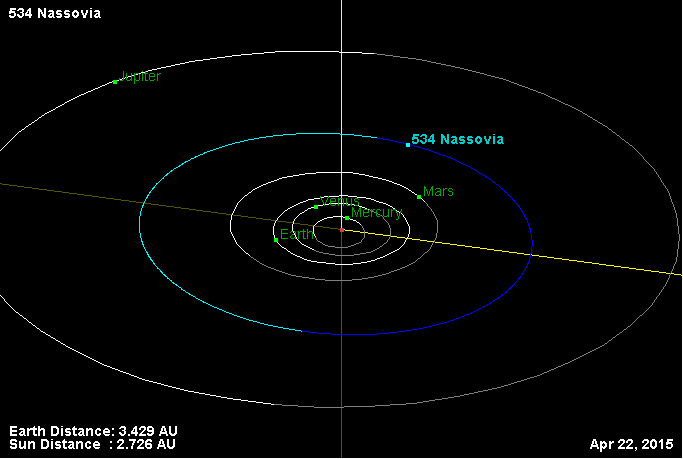
Орбита астероида Нассовия и его положение в Солнечной системе